# Arsenura orbignyana
Arsenura orbignyana is een vlinder uit de onderfamilie Arsenurinae van de familie nachtpauwogen (Saturniidae).
De wetenschappelijke naam van de soort is voor het eerst geldig gepubliceerd door Félix Édouard Guérin-Méneville in 1844.